# Helga Paris
Pour les articles homonymes, voir Paris (homonymie).
Helga Paris, née Helga Steffens le 21 mai 1938 à Gollnow (Poméranie, Reich allemand) et morte le 5 février 2024 à Berlin (Allemagne), est une photographe allemande.

## Biographie
Helga Steffens naît le 21 mai 1938 à Gollnow en Poméranie. Elle grandit à Zossen, à 40 km au sud de Berlin, en Allemagne de l’Est (RDA). Entre 1956 et 1960, elle étudie à l'École supérieure de stylisme.
Elle vit dans le quartier de Prenzlauer Berg à Berlin à partir de 1966.
Photographe autodidacte à partir de 1967, elle est admise au Verband Bildender Künstler der DDR en 1972.
Connue principalement pour ses images en noir et blanc décrivant la vie quotidienne dans l'ancienne République démocratique allemande, Helga Paris s'intéresse particulièrement à la représentation des femmes.
Elle remporte le Prix culturel de la Société allemande de photographie 2019.
Helga Paris meurt le 5 février 2024 dans son appartement berlinois à l'âge de 85 ans.